# Carduus puechii
Carduus puechii là một loài thực vật có hoa trong họ Cúc. Loài này được Coste mô tả khoa học đầu tiên năm 1912.